# N-メチルイミノ二酢酸
N-メチルイミノ二酢酸（英語: N-methyliminodiacetic acid、MIDA）は、化学式が CH
3N(CH
2CO
2H)
2 の有機化合物である。白色の固体で、共役塩基 CH
3N(CH
2CO−
2)
2 として、鉄のキレート剤として使用される。 また、有機ホウ素試薬でもある。

## 合成と反応
エシュバイラー・クラーク反応を用いたイミノ二酢酸のN-メチル化によって合成される。
ボロン酸MIDA（MIDAボロネート）は、化学式が CH
3N(CH
2CO
2)
2BR の誘導体で、Rはクロスカップリングパートナーである。

## 関連する化合物
- イミノ二酢酸 (IDA)
- N-(2-カルボキシエチル)イミノ二酢酸（英語版）
- ニトリロ三酢酸（英語版） (NTA)
- N-ヒドロキシイミノ二酢酸 (HIDA), HON(CH
2CO
2H)
2 （CAS登録番号：87339–38–6）[5]